# Steven Gaal
Steven Alexander Gaal, geboren als István Sándor Gál, (* 22. Februar 1924 in Budapest; † 17. März 2016) war ein ungarisch-US-amerikanischer Mathematiker, der sich mit Analysis und Zahlentheorie befasste. Er war Professor an der University of Minnesota-Minneapolis.
Gaal war 1946 bis 1948 Instrukteur an der Universität Szeged und wurde 1947 bei Leopold Fejér (und Frigyes Riesz) an der Universität Budapest promoviert. Dabei löste er ein Problem, von dem er über Paul Erdős erfuhr, und publizierte darüber mit diesem, sodass er die Erdős-Zahl 1 hat. Erdős selbst traf er zuerst in Paris und veröffentlichte auch noch weitere Arbeiten mit ihm. Ab 1948 war er Assistenzprofessor in Budapest und ging nach Paris, wo er 1948 bis 1950 Attaché des Recherches des CNRS war. 1950 bis 1952 war er am Institute for Advanced Study. 1953 wurde er Instructor und 1954 Assistant Professor an der Cornell University, forschte 1959/60 an der Yale University (Research Associate), wo Robert Langlands seine Vorlesung besuchte, und wurde 1961 Associate Professor und später Professor an der University of Minnesota in Minneapolis. 1993 wurde er emeritiert.
Seine Frau Lisl Gaal (geborene Ilse Novak, 1924–2024) war ebenfalls Mathematikerin (Autorin des Buches Classical Galois Theory).

## Schriften
- Linear Analysis and Representation Theory. Grundlehren der mathematischen Wissenschaften 198, Springer Verlag 1973, Dover 2010.
- Point Set Topology. Academic Press 1964, Dover 2009.